# Stagione 2021-2022 di snooker
La stagione 2021-2022 di snooker è la 53ª edizione di una stagione di snooker. Ha preso il via il 18 luglio 2021 ed è terminata il 2 maggio 2022, dopo 18 tornei professionistici, come nella stagione precedente, suddivisi in 16 validi per la classifica mondiale, uno in più della stagione precedente, e tre non validi, lo stesso numero della stagione precedente.

## Giocatori
I primi 64 giocatori che si sono classificati al termine della precedente stagione, hanno il diritto di rimanere professionisti, così come i primi otto giocatori – fuori dai primi 64 – che si sono posizionati nella classifica annuale alla fine della precedente stagione; questi 72 vengono, inoltre, seguiti da altri 27 giocatori, i quali hanno ottenuto una carta d'accesso per due stagioni, sempre nel 2020-2021. Accedono di diritto anche quattro qualificati internazionali, selezionati dal CBSA China Tour. Vengono assegnati 14 posti tramite la Q School 2021: quattro ai vincitori dei tre eventi e due secondo l'ordine di merito finale.
Ricevono una Tour Card anche le giocatrici provenienti dal World Women's Snooker Reanne Evans (la quale aveva già disputato la stagione 2010-2011 nel tour maschile) e Ng On-yee.
Inoltre, il World Snooker Tour assegna una Invitational Tour Card ai meriti alla carriera a Marco Fu – ex numero 5 del mondo, uscito dal Main Tour al termine della stagione 2020-2021 senza aver disputato alcun torneo, a causa delle restrizioni dovute alla pandemia di COVID-19 – e a Jimmy White – professionista dal 1980-1981 e sei volte finalista al Campionato del mondo, uscito dal Main Tour al termine della stagione 2020-2021.
Torna valida la carta d'accesso di Andrew Pagett, il quale si era accordato con il WST per una sospensione all'inizio del 2020-2021, a causa di alcuni problemi di salute.

### Nuovi giocatori nel Main Tour
| N°                                                                                     | Nuovi giocatori                                                                        | Precedenti stagioni da professionista |
| Primi 8 giocatori della classifica stagionale 2020-2021 fuori dai primi 64 del Ranking | Primi 8 giocatori della classifica stagionale 2020-2021 fuori dai primi 64 del Ranking | Primi 8 giocatori della classifica stagionale 2020-2021 fuori dai primi 64 del Ranking |
| -------------------------------------------------------------------------------------- | -------------------------------------------------------------------------------------- | --- |
| 1                                                                                      | Chang Bingyu                                                                           | 2 (2019-2020, 2020-2021) |
| 2                                                                                      | Igor Figueiredo                                                                        | 8 (2010-2011, 2011-2012, 2013-2014, 2014-2015, 2015-2016, 2016-2017, 2019-2020, 2020-2021) |
| 3                                                                                      | Xu Si                                                                                  | 4 (2017-2018, 2018-2019, 2019-2020, 2020-2021) |
| 4                                                                                      | Louis Heathcote                                                                        | 2 (2019-2020, 2020-2021) |
| 5                                                                                      | Chen Zifan                                                                             | 4 (2017-2018, 2018-2019, 2019-2020, 2020-2021) |
| 6                                                                                      | Jamie O'Neill                                                                          | 6 (2007-2008, 2010-2011, 2012-2013, 2013-2014, 2019-2020, 2020-2021) |
| 7                                                                                      | Andy Hicks                                                                             | 24 (1991-1992, 1992-1993, 1993-1994, 1994-1995, 1995-1996, 1996-1997, 1997-1998, 1998-1999, 1999-2000, 2000-2001, 2001-2002, 2002-2003, 2003-2004, 2004-2005, 2005-2006, 2006-2007, 2007-2008, 2008-2009, 2009-2010, 2010-2011, 2011-2012, 2012-2013, 2019-2020, 2020-2021) |
| 8                                                                                      | Gerard Greene                                                                          | 27 (1993-1994, 1994-1995, 1995-1996, 1996-1997, 1997-1998, 1998-1999, 1999-2000, 2000-2001, 2001-2002, 2002-2003, 2003-2004, 2004-2005, 2005-2006, 2006-2007, 2007-2008, 2008-2009, 2009-2010, 2010-2011, 2011-2012, 2012-2013, 2013-2014, 2014-2015, 2015-2016, 2017-2018, 2018-2019, 2019-2020, 2020-2021) |
| Qualificati internazionali (Federazione)                                               |                                                                                        | |
| 9                                                                                      | Wu Yize (CBSA)                                                                         | 0 |
| 10                                                                                     | Zhang Jiankang (CBSA)                                                                  | 2 (2018-2019, 2019-2020) |
| 11                                                                                     | Cao Yupeng (CBSA)                                                                      | 7 (2011-2012, 2012-2013, 2013-2014, 2014-2015, 2015-2016, 2016-2017, 2017-2018) |
| 12                                                                                     | Zhang Anda (CBSA)                                                                      | 10 (2009-2010, 2010-2011, 2012-2013, 2013-2014, 2014-2015, 2015-2016, 2016-2017, 2017-2018, 2018-2019, 2019-2020) |
| Q School 2021                                                                          |                                                                                        | |
| Evento 1                                                                               |                                                                                        | |
| 13                                                                                     | Peter Lines                                                                            | 26 (1991-1992, 1992-1993, 1993-1994, 1994-1995, 1995-1996, 1996-1997, 1997-1998, 1998-1999, 1999-2000, 2000-2001, 2001-2002, 2002-2003, 2003-2004, 2006-2007, 2008-2009, 2009-2010, 2010-2011, 2011-2012, 2012-2013, 2013-2014, 2014-2015, 2015-2016, 2017-2018, 2018-2019, 2019-2020, 2020-2021) |
| 14                                                                                     | Fraser Patrick                                                                         | 7 (2007-2008, 2013-2014, 2014-2015, 2015-2016, 2016-2017, 2019-2020, 2020-2021) |
| 15                                                                                     | Jackson Page                                                                           | 2 (2019-2020, 2020-2021) |
| 16                                                                                     | Yuan Sijun                                                                             | 4 (2017-2018, 2018-2019, 2019-2020, 2020-2021) |
| Evento 2                                                                               |                                                                                        | |
| 17                                                                                     | Barry Pinches                                                                          | 28 (1989-1990, 1990-1991, 1991-1992, 1992-1993, 1993, 1994, 1994-1995, 1995-1996, 1996-1997, 1998-1999, 1999-2000, 2000-2001, 2001-2002, 2002-2003, 2003-2004, 2004-2005, 2005-2006, 2006-2007, 2007-2008, 2008-2009, 2009-2010, 2010-2011, 2011-2012, 2012-2013, 2013-2014, 2014-2015, 2015-2016, 2019-2020, 2020-2021) |
| 18                                                                                     | Craig Steadman                                                                         | 9 (2009-2010, 2012-2013, 2013-2014, 2014-2015, 2015-2016, 2016-2017, 2017-2018, 2018-2019, 2019-2020) |
| 19                                                                                     | Michael Judge                                                                          | 19 (1992-1993, 1993-1994, 1994-1995, 1995-1996, 1996-1997, 1997-1998, 1998-1999, 1999-2000, 2000-2001, 2001-2002, 2002-2003, 2003-2004, 2004-2005, 2005-2006, 2006-2007, 2007-2008, 2008-2009, 2009-2010, 2010-2011) |
| 20                                                                                     | Alfie Burden                                                                           | 24 (1994-1995, 1995-1996, 1996-1997, 1997-1998, 1998-1999, 1999-2000, 2000-2001, 2001-2002, 2002-2003, 2003-2004, 2004-2005, 2005-2006, 2006-2007, 2007-2008, 2010-2011, 2011-2012, 2012-2013, 2013-2014, 2014-2015, 2015-2016, 2016-2017, 2017-2018, 2018-2019, 2019-2020) |
| Evento 3                                                                               |                                                                                        | |
| 21                                                                                     | Ian Burns                                                                              | 9 (2012-2013, 2013-2014, 2014-2015, 2015-2016, 2016-2017, 2017-2018, 2018-2019, 2019-2020, 2020-2021) |
| 22                                                                                     | Lei Peifan                                                                             | 2 (2019-2020, 2020-2021) |
| 23                                                                                     | Dean Young                                                                             | 0 |
| 24                                                                                     | Duane Jones                                                                            | 6 (2015-2016, 2016-2017, 2017-2018, 2018-2019, 2019-2020, 2020-2021) |
| Ordine di merito                                                                       |                                                                                        | |
| 25                                                                                     | Hammad Miah                                                                            | 6 (2013-2014, 2014-2015, 2016-2017, 2017-2018, 2018-2019, 2019-2020) |
| 26                                                                                     | Mitchell Mann                                                                          | 6 (2014-2015, 2015-2016, 2016-2017, 2017-2018, 2019-2020, 2020-2021) |
| Invitational Tour Card                                                                 |                                                                                        | |
| 27                                                                                     | Marco Fu                                                                               | 23 (1998-1999, 1999-2000, 2000-2001, 2001-2002, 2002-2003, 2003-2004, 2004-2005, 2005-2006, 2006-2007, 2007-2008, 2008-2009, 2009-2010, 2010-2011, 2011-2012, 2012-2013, 2013-2014, 2014-2015, 2015-2016, 2016-2017, 2017-2018, 2018-2019, 2019-2020, 2020-2021) |
| 28                                                                                     | Jimmy White                                                                            | 41 (1980-1981, 1981-1982, 1982-1983, 1983-1984, 1984-1985, 1985-1986, 1986-1987, 1987-1988, 1988-1989, 1989-1990, 1990-1991, 1991-1992, 1992-1993, 1993-1994, 1994-1995, 1995-1996, 1996-1997, 1997-1998, 1998-1999, 1999-2000, 2000-2001, 2001-2002, 2002-2003, 2003-2004, 2004-2005, 2005-2006, 2006-2007, 2007-2008, 2008-2009, 2009-2010, 2010-2011, 2011-2012, 2012-2013, 2013-2014, 2014-2015, 2015-2016, 2016-2017, 2017-2018, 2018-2019, 2019-2020, 2020-2021) |
| World Women's Snooker                                                                  |                                                                                        | |
| 29                                                                                     | Reanne Evans                                                                           | 1 (2010-2011) |
| 30                                                                                     | Ng On-yee                                                                              | 0 |
| Altri                                                                                  |                                                                                        | |
| 31                                                                                     | Andrew Pagett                                                                          | 5 (2008-2009, 2010-2011, 2011-2012, 2013-2014, 2014-2015) |

### Numero di giocatori per nazione
18 nazioni diverse hanno almeno un giocatore professionista per la stagione 2021-2022, quattro in meno dell'annata precedente.
| N°     | Nazione          | Numero | Stagione precedente |
| ------ | ---------------- | ------ | ------------------- |
| 1      | Inghilterra      | 57     | 59                  |
| 2      | Cina             | 23     | 24                  |
| 3      | Galles           | 11     | 11                  |
| 4      | Scozia           | 8      | 8                   |
| 5      | Irlanda          | 4      | 3                   |
| 6      | Irlanda del Nord | 3      | 3                   |
| 7      | Thailandia       | 3      | 3                   |
| 8      | Germania         | 2      | 2                   |
| 9      | Hong Kong        | 2      | 1                   |
| 10     | Australia        | 1      | 2                   |
| 11     | Norvegia         | 1      | 1                   |
| 12     | Belgio           | 1      | 1                   |
| 13     | Iran             | 1      | 2                   |
| 14     | Svizzera         | 1      | 1                   |
| 15     | Giamaica         | 1      | 1                   |
| 16     | Pakistan         | 1      | 1                   |
| 17     | Ucraina          | 1      | 1                   |
| 18     | Brasile          | 1      | 1                   |
| Totale | Totale           | 122    | 128                 |

## Calendario

### Main Tour
Il 7 maggio 2021 il World Snooker Tour comunica, sul suo sito ufficiale, il calendario provvisorio della nuova stagione: escludendo la WST Pro Series, vengono riconfermati tutti gli eventi della precedente annata, se pur in collocazioni diverse nel calendario. L'inizio viene fissato per il 4 luglio (posticipato poi al 18 luglio) con la Championship League, che torna a valere per la classifica.
Viene confermato il ritorno nelle location usuali, dopo aver disputato per intero la stagione 2020-2021 alla Marshall Arena di Milton Keynes (fatta eccezione per il Welsh Open, il Tour Championship e il Campionato mondiale), in quanto unica bolla in grado di ospitare tutto lo staff necessario per i tornei, compresi i giocatori.
Nella seconda parte di stagione viene inserito anche il China Open, uno dei primi tornei cinesi disputatisi nella storia di questo sport. Cancellato nel 2019-2020 e nel 2020-2021 a causa della pandemia di COVID-19, il China Open diventa, dunque, l'evento pilota per il ritorno graduale in Cina del Main Tour; l'ultimo torneo giocatosi in questo paese era stato il World Open 2019, fra ottobre e novembre.
L'11 maggio 2021 il WST annuncia l'arrivo nel circuito del Turkish Masters, dopo aver siglato un accordo quadriennale con la Turkish Billiards Federation; è in assoluto il primo torneo a disputarsi nel territorio turco, e il primo a svolgersi fuori dal Regno Unito dal Gibraltar Open 2020. Inoltre, la Turchia diventa il 23º Paese diverso ad ospitare un torneo valido per la classifica mondiale.
Il 18 maggio 2021 viene ufficializzato il rientro nel calendario del British Open; il torneo si era già disputato dal 1985 al 2004 in diverse località dell'Inghilterra, sempre come titolo valido per la classifica.
Il 25 maggio 2021 la Marshall Arena viene scelta per ospitare l'English Open. Il giorno seguente vengono ufficializzate le location di Northern Ireland Open, World Grand Prix, Shoot-Out, Players Championship, Welsh Open e Tour Championship. Tra queste debutta l'Aldersley Arena di Wolverhampton.
Il 9 e il 10 giugno 2021 viene annunciato che la Morningside Arena di Leicester ospiterà anche la Championship League – come già accaduto nell'edizione 2019-2020 – e il British Open, assieme alle qualifiche di cinque eventi, oltre che lo Shoot-Out, come già reso noto in precedenza.
Il 9 luglio 2021 viene pubblicato un aggiornamento del calendario: vengono anticipate le qualificazioni per il Northern Ireland Open nel periodo in cui erano previste quelle del Turkish Masters (23-27 agosto), a causa delle restrizioni dovute alla pandemia, che mettono a rischio la disputa della prima edizione del torneo turco; le qualifiche di quest'ultimo evento sono posticipate al 16-21 settembre. Vengono, inoltre, cancellati due potenziali eventi validi per la classifica da disputarsi fra il 18 e il 31 ottobre, i quali sono rimpiazzati dalle qualificazioni per l'English Open e per il German Masters.
Il 29 luglio 2021 lo Stadthalle Fürth viene scelto per ospitare lo European Masters; per la prima volta nella sua storia, questo torneo si tiene in Germania, Paese che diventa l'unico, assieme ad Inghilterra e Galles, nel quale si disputa più di un evento in questa stagione. In tale impianto erano già state svolte tutte le 13 edizioni del Paul Hunter Classic, dal 2007 al 2019.
L'11 agosto 2021 il WST comunica il posticipo del Turkish Masters al marzo 2022 (oltre alle qualifiche per il torneo, in date da definire) a causa delle restrizioni per i viaggi in Turchia dal Regno Unito, e per via dei numerosi incendi nel territorio turco. Nella stessa nota, viene annunciato che le qualificazioni per l'English Open e per lo Scottish Open sono state anticipate a settembre.
Il 17 agosto 2021 la Venue Cymru di Llandudno, in Galles, viene scelta per ospitare lo Scottish Open, a causa di un problema contrattuale con la Emirates Arena di Glasgow, in Scozia, sede abituale del torneo dal 2016 al 2019.
Il 18 agosto 2021 il World Snooker Tour pubblica una versione aggiornata del calendario: le qualificazioni per il German Masters e per lo European Masters si disputano entrambe al Chase Leisure Centre di Cannock, in Inghilterra, rispettivamente dal 18 al 26 ottobre 2021 e dal 27 al 31 dello stesso mese. Il Turkish Masters viene riprogrammato dal 14 al 20 marzo 2022, periodo in cui si sarebbe dovuto disputare il China Open, annullato a causa della pandemia di COVID-19.
Il 14 ottobre 2021 il World Snooker Tour comunica l'anticipo di una settimana del Turkish Masters, il quale lascia il posto ad un potenziale evento valido per la classifica mondiale. Nella stessa nota viene anticipata l'aggiunta di un secondo evento stagionale della Championship League, in date da stabilire.
Il 16 novembre 2021 vengono annunciate le date del secondo evento stagionale della Championship League (20 dicembre 2021-4 febbraio 2022), da disputarsi presso la Morningside Arena di Leicester come il primo, ma in questa occasione non valevole per la classifica mondiale, come già accaduto dal 2008 fino all'edizione di giugno 2020 e in quella di gennaio-aprile 2021. Il torneo non si era mai svolto nel mese di dicembre prima di questa edizione.
Il 18 dicembre 2021 il World Snooker Tour comunica che il Nirvana Cosmpolitan Hotel è la sede scelta per ospitare l'evento.
A causa delle restrizioni dovute alla pandemia di COVID-19, il 23 dicembre 2021 il World Snooker Tour comunica che lo European Masters sarà ospitato dalla Marshall Arena per la seconda edizione consecutiva.
Il 13 gennaio 2022 la Morningside Arena di Leicester, viene scelta per ospitare le qualificazioni del Turkish Masters, mentre l'Aldersley Arena di Wolverhampton ospiterà le qualifiche per il Welsh Open.
Il 20 gennaio 2022 viene annunciato che il Gibraltar Open sarà disputato presso l'Europa Point Sports Complex di Gibilterra, sede del torneo nel 2020.
Per la prima volta nella sua storia, la Home Nations Series vede disputarsi un turno di qualificazione, che precede l'inizio dei quattro eventi; inoltre, il Northern Ireland Open viene scelto come torneo inaugurale, venendo scambiato, nel calendario, con l'English Open, torneo iniziale della serie sin dalla sua fondazione, avvenuta nella stagione 2016-2017.
Vengono confermate la Cazoo Series e la BetVictor European Series, che viene accorpata alla Home Nations Series.
| N° | Date di gioco                           | Torneo                         | N° edizione | Città         | Impianto                        | Vincitore         | Finalista         | Risultato  | Note   |
| -- | --------------------------------------- | ------------------------------ | ----------- | ------------- | ------------------------------- | ----------------- | ----------------- | ---------- | ------ |
| 1  | dal 18 luglio al 13 agosto 2021         | Championship League - Evento 1 | 17ª         | Leicester     | Morningside Arena               | David Gilbert     | Mark Allen        | 3–1        | [ 25 ] |
| 2  | dal 16 al 22 agosto 2021                | British Open                   | 22ª         | Leicester     | Morningside Arena               | Mark Williams     | Gary Wilson       | 6–4        | [ 26 ] |
| 3  | dal 9 al 17 ottobre 2021                | Northern Ireland Open          | 6ª          | Belfast       | Waterfront Hall                 | Mark Allen        | John Higgins      | 9–8        | [ 29 ] |
| 4  | dal 1° al 7 novembre 2021               | English Open                   | 6ª          | Milton Keynes | Marshall Arena                  | Neil Robertson    | John Higgins      | 9–8        | [ 30 ] |
| 5  | dal 15 al 21 novembre 2021              | Champion of Champions          | 11ª         | Bolton        | Bolton Whites Hotel             | Judd Trump        | John Higgins      | 10–4       | [ 31 ] |
| 6  | dal 23 novembre al 5 dicembre 2021      | UK Championship                | 45ª         | York          | York Barbican                   | Zhao Xintong      | Luca Brecel       | 10–5       | [ 32 ] |
| 7  | dal 6 al 12 dicembre 2021               | Scottish Open                  | 13ª         | Llandudno     | Venue Cymru                     | Luca Brecel       | John Higgins      | 9–5        | [ 33 ] |
| 8  | dal 13 al 19 dicembre 2021              | World Grand Prix               | 8ª          | Coventry      | Coventry Building Society Arena | Ronnie O'Sullivan | Neil Robertson    | 10–8       | [ 34 ] |
| 9  | dal 20 dicembre 2021 al 4 febbraio 2022 | Championship League - Evento 2 | 18ª         | Leicester     | Morningside Arena               | John Higgins      | Stuart Bingham    | 3–2        | [ 35 ] |
| 10 | dal 9 al 16 gennaio 2022                | The Masters                    | 48ª         | Londra        | Alexandra Palace                | Neil Robertson    | Barry Hawkins     | 10–4       | [ 36 ] |
| 11 | dal 20 al 23 gennaio 2022               | Shoot-Out                      | 13ª         | Leicester     | Morningside Arena               | Hossein Vafaei    | Mark Williams     | 1–0 (71-0) | [ 37 ] |
| 12 | dal 26 al 30 gennaio 2022               | German Masters                 | 13ª         | Berlino       | Tempodrom                       | Zhao Xintong      | Yan Bingtao       | 9–0        | [ 38 ] |
| 13 | dal 7 al 13 febbraio 2022               | Players Championship           | 6ª          | Wolverhampton | Aldersley Arena                 | Neil Robertson    | Barry Hawkins     | 10–5       | [ 39 ] |
| 14 | dal 21 al 27 febbraio 2022              | European Masters               | 6ª          | Milton Keynes | Marshall Arena                  | Fan Zhengyi       | Ronnie O'Sullivan | 10–9       | [ 42 ] |
| 15 | dal 28 febbraio al 6 marzo 2022         | Welsh Open                     | 31ª         | Newport       | Celtic Manor Resort             | Joe Perry         | Judd Trump        | 9–5        | [ 43 ] |
| 16 | dal 7 al 13 marzo 2022                  | Turkish Masters                | 1ª          | Adalia        | Nirvana Cosmopolitan Hotel      | Judd Trump        | Matthew Selt      | 10–4       | [ 45 ] |
| 17 | dal 24 al 26 marzo 2022                 | Gibraltar Open                 | 7ª          | Gibilterra    | Europa Point Sports Complex     | Robert Milkins    | Kyren Wilson      | 4–2        | [ 46 ] |
| 18 | dal 28 marzo al 3 aprile 2022           | Tour Championship              | 4ª          | Llandudno     | Venue Cymru                     | Neil Robertson    | John Higgins      | 10–9       | [ 47 ] |
| 19 | dal 16 aprile al 2 maggio 2022          | Campionato mondiale            | 88ª         | Sheffield     | Crucible Theatre                | Ronnie O'Sullivan | Judd Trump        | 18–13      | [ 48 ] |
| –  | annullato                               | China Open                     | –           | –             | –                               | –                 | –                 | –          | –      |

Legenda:
      Titolo Ranking
      Titolo Non-Ranking
Tornei rimossi rispetto alla stagione precedente
- WST Pro Series

Tornei aggiunti rispetto alla stagione precedente
- British Open
- Turkish Masters

Numero di tornei per nazione
6 nazioni diverse ospitano almeno un torneo professionistico.
| N° | Nazione          | Numero | Stagione precedente |
| -- | ---------------- | ------ | ------------------- |
| 1  | Inghilterra      | 12     | 16                  |
| 2  | Galles           | 3      | 2                   |
| 3  | Irlanda del Nord | 1      | 0                   |
| 4  | Germania         | 1      | 0                   |
| 5  | Turchia          | 1      | 0                   |
| 6  | Gibilterra       | 1      | 0                   |

Numero di tornei per città
14 città diverse ospitano almeno un torneo professionistico.
| N° | Città         | Numero | Stagione precedente |
| -- | ------------- | ------ | ------------------- |
| 1  | Leicester     | 4      | 0                   |
| 2  | Milton Keynes | 2      | 16                  |
| 3  | Llandudno     | 2      | 0                   |
| 4  | Belfast       | 1      | 0                   |
| 5  | Bolton        | 1      | 0                   |
| 6  | York          | 1      | 0                   |
| 7  | Coventry      | 1      | 0                   |
| 8  | Londra        | 1      | 0                   |
| 9  | Berlino       | 1      | 0                   |
| 10 | Wolverhampton | 1      | 0                   |
| 11 | Newport       | 1      | 2                   |
| 12 | Adalia        | 1      | 0                   |
| 13 | Gibilterra    | 1      | 0                   |
| 14 | Sheffield     | 1      | 1                   |

## Ranking

### Revisioni
| N° | Data             | Dopo                  | Punti sottratti dal 2019-2020         |
| -- | ---------------- | --------------------- | ------------------------------------- |
| 1  | 14 agosto 2021   | Championship League   | Riga Masters                          |
| 2  | 23 agosto 2021   | British Open          | International Championship            |
| 3  | 18 ottobre 2021  | Northern Ireland Open | China Championship English Open       |
| 4  | 8 novembre 2021  | English Open          | World Open Northern Ireland Open      |
| 5  | 6 dicembre 2021  | UK Championship       | UK Championship                       |
| 6  | 20 dicembre 2021 | World Grand Prix      | Scottish Open                         |
| 7  | 24 gennaio 2022  | Shoot-Out             | European Masters                      |
| 8  | 31 gennaio 2022  | German Masters        | German Masters                        |
| 9  | 28 febbraio 2022 | European Masters      | World Grand Prix Welsh Open Shoot-Out |
| 10 | 7 marzo 2022     | Welsh Open            | Players Championship                  |
| 11 | 4 aprile 2022    | Tour Championship     | Gibraltar Open Tour Championship      |
| 12 | 3 maggio 2022    | Campionato mondiale   | Campionato mondiale                   |

### Distribuzione punti
Vengono indicati solo i tornei validi per il Ranking.
| Torneo                | V      | F     | SF    | R6   | QF    | R16   | R24  | R32   | R64  | R96  | R128 |
| Championship League   | 33000  | 23000 | 11000 | 9000 | 8000  | 6000  | 5000 | 4000  | 2000 | 1000 | 0    |
| British Open          | 100000 | 45000 | 20000 |      | 12000 | 7000  |      | 5000  | 3000 |      | 0    |
| Northern Ireland Open | 70000  | 30000 | 20000 |      | 10000 | 7500  |      | 4000  | 3000 |      | 0    |
| English Open          | 70000  | 30000 | 20000 |      | 10000 | 7500  |      | 4000  | 3000 |      | 0    |
| UK Championship       | 200000 | 80000 | 40000 |      | 24500 | 17000 |      | 12000 | 6500 |      | 0    |
| Scottish Open         | 70000  | 30000 | 20000 |      | 10000 | 7500  |      | 4000  | 3000 |      | 0    |
| World Grand Prix      | 100000 | 40000 | 20000 |      | 12000 | 7500  |      | 5000  |      |      |      |
| Shoot-Out             | 50000  | 20000 | 8000  |      | 4000  | 2000  |      | 1000  | 500  |      | 250  |
| German Masters        | 80000  | 35000 | 20000 |      | 10000 | 5000  |      | 4000  | 3000 |      | 0    |
| Players Championship  | 125000 | 50000 | 30000 |      | 15000 | 10000 |      |       |      |      |      |
| European Masters      | 80000  | 35000 | 17500 |      | 11000 | 6000  |      | 4000  | 3000 |      | 0    |
| Welsh Open            | 70000  | 30000 | 20000 |      | 10000 | 7500  |      | 4000  | 3000 |      | 0    |
| Turkish Masters       | 100000 | 45000 | 20000 |      | 12500 | 7500  |      | 5500  | 3500 |      | 0    |
| Gibraltar Open        | 50000  | 20000 | 6000  |      | 5000  | 4000  |      | 3000  | 2000 |      | 0    |
| Tour Championship     | 150000 | 60000 | 40000 |      | 20000 |       |      |       |      |      |      |

### Classifica iniziale
| N° | Giocatore             | Punti   |
| -- | --------------------- | ------- |
| 1  | Judd Trump            | 1370000 |
| 2  | Mark Selby            | 1246000 |
| 3  | Ronnie O'Sullivan     | 861000  |
| 4  | Neil Robertson        | 785500  |
| 5  | Shaun Murphy          | 643500  |
| 6  | Kyren Wilson          | 611000  |
| 7  | John Higgins          | 418000  |
| 8  | Ding Junhui           | 356750  |
| 9  | Stephen Maguire       | 347000  |
| 10 | Yan Bingtao           | 314000  |
| 11 | Mark Williams         | 314000  |
| 12 | Mark Allen            | 302000  |
| 13 | Barry Hawkins         | 292750  |
| 14 | Jack Lisowski         | 281250  |
| 15 | Stuart Bingham        | 281000  |
| 16 | Anthony McGill        | 257000  |
| 17 | Zhou Yuelong          | 207750  |
| 18 | Graeme Dott           | 199250  |
| 19 | Thepchaiya Un-Nooh    | 188000  |
| 20 | Joe Perry             | 187500  |
| 21 | Kurt Maflin           | 169000  |
| 22 | Tom Ford              | 163250  |
| 23 | David Gilbert         | 162500  |
| 24 | Ali Carter            | 156000  |
| 25 | Martin Gould          | 151250  |
| 26 | Zhao Xintong          | 149750  |
| 27 | Liang Wenbó           | 142500  |
| 28 | Ryan Day              | 141250  |
| 29 | Xiao Guodong          | 139000  |
| 30 | Matthew Selt          | 136750  |
| 31 | Michael Holt          | 136000  |
| 32 | Ricky Walden          | 129250  |
| 33 | Gary Wilson           | 124000  |
| 34 | Scott Donaldson       | 121750  |
| 35 | Lu Ning               | 116250  |
| 36 | Matthew Stevens       | 109750  |
| 37 | Robert Milkins        | 109500  |
| 38 | Li Hang               | 108500  |
| 39 | Luca Brecel           | 103500  |
| 40 | Jordan Brown          | 101000  |
| 41 | Hossein Vafaei        | 100000  |
| 42 | Mark Joyce            | 98750   |
| 43 | Liam Highfield        | 98000   |
| 44 | Noppon Saengkham      | 97500   |
| 45 | Alexander Ursenbacher | 97250   |
| 46 | Ben Woollaston        | 96250   |
| 47 | Stuart Carrington     | 93750   |
| 48 | Martin O'Donnell      | 92250   |
| 49 | Mark Davis            | 91000   |
| 50 | Elliot Slessor        | 88500   |
| 51 | Sam Craigie           | 88500   |
| 52 | Mark King             | 87500   |
| 53 | Lyu Haotian           | 86250   |
| 54 | Anthony Hamilton      | 85750   |
| 55 | Jamie Jones           | 85500   |
| 56 | Andrew Higginson      | 85250   |
| 57 | Sunny Akani           | 85000   |
| 58 | Tian Pengfei          | 83750   |
| 59 | David Grace           | 83750   |
| 60 | Chris Wakelin         | 79250   |
| 61 | Dominic Dale          | 77250   |
| 62 | Joe O'Connor          | 76250   |
| 63 | Jimmy Robertson       | 74000   |
| 64 | Nigel Bond            | 71750   |
| 65 | Jak Jones             | 53500   |
| 66 | Pang Junxu            | 50000   |
| 67 | Jamie Clarke          | 43000   |
| 68 | Robbie Williams       | 36500   |
| 69 | Steven Hallworth      | 27500   |
| 70 | Ashley Carty          | 27000   |
| 71 | Simon Lichtenberg     | 26500   |
| 72 | Oliver Lines          | 25500   |
| 73 | Ken Doherty           | 21500   |
| 74 | Zhao Jianbo           | 21500   |
| 75 | Gao Yang              | 19000   |
| 76 | Fergal O'Brien        | 17000   |
| 77 | Allan Taylor          | 15500   |
| 78 | Rory McLeod           | 15500   |
| 79 | Aaron Hill            | 15000   |
| 80 | Lukas Kleckers        | 14000   |
| 81 | Peter Devlin          | 13500   |
| 82 | Ashley Hugill         | 13500   |
| 83 | Jamie Wilson          | 12000   |
| 84 | Ben Hancorn           | 10000   |
| 85 | Zak Surety            | 9500    |
| 86 | Lee Walker            | 9500    |
| 87 | Fan Zhengyi           | 9500    |
| 88 | Stephen Hendry        | 5000    |
| 89 | Farakh Ajaib          | 4500    |
| 90 | Iulian Boiko          | 3000    |
| 91 | Sean Maddocks         | 2000    |
| -  | Chang Bingyu          | 0       |
| -  | Igor Figueiredo       | 0       |
| -  | Xu Si                 | 0       |
| -  | Chen Zifan            | 0       |
| -  | Louis Heathcote       | 0       |
| -  | Jamie O'Neill         | 0       |
| -  | Andy Hicks            | 0       |
| -  | Gerard Greene         | 0       |
| -  | Wu Yize               | 0       |
| -  | Zhang Jiankang        | 0       |
| -  | Cao Yupeng            | 0       |
| -  | Zhang Anda            | 0       |
| -  | Peter Lines           | 0       |
| -  | Fraser Patrick        | 0       |
| -  | Jackson Page          | 0       |
| -  | Yuan Sijun            | 0       |
| -  | Barry Pinches         | 0       |
| -  | Craig Steadman        | 0       |
| -  | Michael Judge         | 0       |
| -  | Alfie Burden          | 0       |
| -  | Ian Burns             | 0       |
| -  | Lei Peifan            | 0       |
| -  | Dean Young            | 0       |
| -  | Duane Jones           | 0       |
| -  | Hammad Miah           | 0       |
| -  | Mitchell Mann         | 0       |
| -  | Reanne Evans          | 0       |
| -  | Ng On-yee             | 0       |
| -  | Andrew Pagett         | 0       |
| -  | Marco Fu              | 0       |
| -  | Jimmy White           | 0       |

## Sponsor
| Torneo                         | Sponsor        |
| ------------------------------ | -------------- |
| Championship League - Evento 1 | BetVictor      |
| British Open                   | Matchroom.Live |
| Northern Ireland Open          | BetVictor      |
| English Open                   | BetVictor      |
| Champion of Champions          | Cazoo          |
| UK Championship                | Cazoo          |
| Scottish Open                  | BetVictor      |
| World Grand Prix               | Cazoo          |
| Championship League - Evento 2 | BetVictor      |
| The Masters                    | Cazoo          |
| Shoot-Out                      | BetVictor      |
| German Masters                 | BildBet        |
| Players Championship           | Cazoo          |
| European Masters               | BetVictor      |
| Welsh Open                     | BetVictor      |
| Turkish Masters                | Nirvana        |
| Gibraltar Open                 | BetVictor      |
| Tour Championship              | Cazoo          |
| Campionato mondiale            | Betfred        |

## Statistiche
Statistiche aggiornate al 26 marzo 2022.

### Finalisti

#### Main Tour
| N° | Giocatore         | Finali vinte | Finali perse | Totale |
| -- | ----------------- | ------------ | ------------ | ------ |
| 1  | John Higgins      | 1            | 5            | 6      |
| 2  | Neil Robertson    | 4            | 1            | 5      |
| 3  | Judd Trump        | 2            | 2            | 4      |
| 4  | Ronnie O'Sullivan | 2            | 1            | 3      |
| 5  | Zhao Xintong      | 2            | 0            | 2      |
| 5  | Luca Brecel       | 1            | 1            | 2      |
| 5  | Mark Williams     | 1            | 1            | 2      |
| 5  | Mark Allen        | 1            | 1            | 2      |
| 5  | Barry Hawkins     | 0            | 2            | 2      |
| 10 | David Gilbert     | 1            | 0            | 1      |
| 10 | Hossein Vafaei    | 1            | 0            | 1      |
| 10 | Fan Zhengyi       | 1            | 0            | 1      |
| 10 | Joe Perry         | 1            | 0            | 1      |
| 10 | Robert Milkins    | 1            | 0            | 1      |
| 10 | Gary Wilson       | 0            | 1            | 1      |
| 10 | Stuart Bingham    | 0            | 1            | 1      |
| 10 | Matthew Selt      | 0            | 1            | 1      |
| 10 | Kyren Wilson      | 0            | 1            | 1      |

#### Titoli Ranking
| N° | Giocatore         | Tornei Ranking vinti                                      |
| -- | ----------------- | --------------------------------------------------------- |
| 1  | Neil Robertson    | 3 (English Open, Players Championship, Tour Championship) |
| 2  | Zhao Xintong      | 2 (UK Championship, German Masters)                       |
| 2  | Ronnie O'Sullivan | 2 (World Grand Prix, Campionato mondiale)                 |
| 3  | David Gilbert     | 1 (Championship League - Evento 1)                        |
| 3  | Mark Williams     | 1 (British Open)                                          |
| 3  | Mark Allen        | 1 (Northern Ireland Open)                                 |
| 3  | Luca Brecel       | 1 (Scottish Open)                                         |
| 3  | Hossein Vafaei    | 1 (Shoot-Out)                                             |
| 3  | Fan Zhengyi       | 1 (European Masters)                                      |
| 3  | Joe Perry         | 1 (Welsh Open)                                            |
| 3  | Judd Trump        | 1 (Turkish Masters)                                       |
| 3  | Robert Milkins    | 1 (Gibraltar Open)                                        |

#### Titoli Non-Ranking
| N° | Giocatore      | Tornei Non-Ranking vinti           |
| -- | -------------- | ---------------------------------- |
| 1  | Judd Trump     | 1 (Champion of Champions)          |
| 1  | Neil Robertson | 1 (The Masters)                    |
| 1  | John Higgins   | 1 (Championship League - Evento 2) |

### Finalisti per nazione

#### Main Tour
| N° | Nazione          | Finali vinte | Finali perse | Totale |
| -- | ---------------- | ------------ | ------------ | ------ |
| 1  | Inghilterra      | 7            | 9            | 16     |
| 2  | Scozia           | 1            | 5            | 6      |
| 3  | Australia        | 4            | 1            | 5      |
| 4  | Cina             | 3            | 1            | 4      |
| 5  | Irlanda del Nord | 1            | 1            | 2      |
| 6  | Belgio           | 1            | 1            | 2      |
| 7  | Galles           | 1            | 1            | 2      |
| 8  | Iran             | 1            | 0            | 1      |

### Risultati per giocatore
| N°  | Giocatore              | CL1 | BO | NIO | EO | COC | UK | SO | WGP | CL2 | M  | SHO | GM | PC | EM | WO | TM | GO | TC | CM |
| --- | ---------------------- | --- | -- | --- | -- | --- | -- | -- | --- | --- | -- | --- | -- | -- | -- | -- | -- | -- | -- | -- |
| 1   | Judd Trump             | 2T  | 3T | QF  | QF | V   | 3T | 4T | 2T  | FG  | SF | A   | QF | 1T | 3T | F  | V  | 4T | QF | F  |
| 2   | Mark Selby             | A   | 2T | 4T  | 4T | QF  | 2T | 4T | SF  | FG  | QF | 3T  | 4T | A  | 2T | 2T | A  | A  | A  | 2T |
| 3   | Ronnie O'Sullivan      | 2T  | A  | 4T  | SF | QF  | QF | SF | V   | FG  | QF | A   | NQ | QF | F  | 4T | A  | 1T | SF | V  |
| 4   | Neil Robertson         | A   | A  | 3T  | V  | QF  | 1T | A  | F   | A   | V  | A   | 3T | V  | 3T | QF | A  | 4T | V  | 2T |
| 5   | Shaun Murphy           | 2T  | 1T | QF  | 3T | 1T  | 1T | 2T | A   | A   | 1T | 2T  | 4T | A  | 2T | 3T | SF | A  | A  | 1T |
| 6   | Kyren Wilson           | 3T  | 1T | 3T  | QF | SF  | SF | 2T | 1T  | FG  | QF | A   | QF | 1T | 3T | 4T | 3T | F  | A  | 2T |
| 7   | John Higgins           | 1T  | 3T | F   | F  | F   | 3T | F  | 1T  | V   | QF | A   | NQ | QF | 3T | 3T | 4T | 3T | F  | SF |
| 8   | Ding Junhui            | A   | A  | A   | 4T | 1T  | 2T | NQ | A   | FG  | A  | A   | NQ | A  | A  | 3T | SF | QF | A  | 1T |
| 9   | Stephen Maguire        | 1T  | 4T | 4T  | NQ | 1T  | 3T | QF | QF  | A   | 1T | A   | 3T | A  | NQ | NQ | 2T | A  | A  | QF |
| 10  | Yan Bingtao            | 2T  | 1T | SF  | QF | SF  | 2T | 2T | QF  | SF  | 1T | 1T  | F  | QF | 4T | 3T | 4T | A  | A  | QF |
| 11  | Mark Williams          | 1T  | V  | 4T  | A  | 1T  | 2T | A  | 1T  | A   | SF | F   | 3T | QF | A  | 2T | 2T | A  | QF | SF |
| 12  | Mark Allen             | F   | 2T | V   | NQ | A   | 3T | NQ | 2T  | A   | 1T | QF  | SF | 1T | NQ | 3T | 2T | 3T | QF | 2T |
| 13  | Barry Hawkins          | 2T  | 1T | 2T  | 3T | A   | SF | NQ | 1T  | A   | F  | 2T  | NQ | F  | 3T | 3T | NQ | 1T | A  | 1T |
| 14  | Jack Lisowski          | A   | 1T | 3T  | NQ | A   | QF | NQ | 2T  | FG  | 1T | 2T  | NQ | A  | 2T | SF | 3T | 3T | A  | QF |
| 15  | Stuart Bingham         | 2T  | 2T | 4T  | 2T | 1T  | 3T | NQ | SF  | F   | 1T | 4T  | NQ | A  | NQ | 2T | NQ | QF | A  | QF |
| 16  | Anthony McGill         | 1T  | 1T | NQ  | 3T | A   | QF | SF | 1T  | A   | 1T | A   | 3T | A  | QF | NQ | 2T | A  | A  | 2T |
| 17  | Zhou Yuelong           | A   | QF | NQ  | A  | A   | 3T | A  | A   | FG  | A  | 1T  | 4T | A  | 3T | NQ | 4T | 3T | A  | NQ |
| 18  | Graeme Dott            | 2T  | 1T | A   | 2T | A   | 3T | NQ | A   | FG  | A  | 1T  | NQ | A  | SF | 3T | QF | A  | A  | NQ |
| 19  | Thepchaiya Un-Nooh     | 1T  | 1T | NQ  | 3T | A   | 2T | NQ | A   | A   | A  | 1T  | NQ | A  | 2T | 2T | 4T | 2T | A  | 1T |
| 20  | Joe Perry              | 1T  | 1T | NQ  | NQ | A   | 2T | 2T | A   | FG  | A  | 1T  | NQ | A  | 3T | V  | 2T | 2T | A  | NQ |
| 21  | Kurt Maflin            | A   | WD | A   | NQ | A   | 1T | NQ | A   | A   | A  | A   | 3T | A  | 4T | 3T | A  | A  | A  | NQ |
| 22  | Tom Ford               | 3T  | 1T | WD  | 3T | A   | 2T | 3T | QF  | FG  | A  | 1T  | 4T | A  | QF | NQ | 3T | 4T | A  | NQ |
| 23  | David Gilbert          | V   | QF | QF  | 3T | 1T  | 4T | QF | 1T  | FG  | A  | 2T  | 3T | 1T | QF | NQ | NQ | WD | A  | 1T |
| 24  | Ali Carter             | 3T  | 4T | 2T  | 2T | A   | 2T | NQ | 2T  | FG  | A  | 3T  | NQ | A  | 3T | QF | QF | 3T | A  | NQ |
| 25  | Martin Gould           | 1T  | 2T | 2T  | 3T | A   | 2T | 4T | 2T  | FG  | A  | 1T  | NQ | A  | 3T | NQ | QF | A  | A  | NQ |
| 26  | Zhao Xintong           | 1T  | 1T | NQ  | 3T | A   | V  | NQ | 1T  | A   | 1T | 1T  | V  | 1T | NQ | 2T | 3T | 2T | QF | 2T |
| 27  | Liang Wenbó            | A   | 2T | NQ  | NQ | A   | 1T | 3T | A   | SF  | A  | SF  | WD | A  | SF | 2T | 3T | 1T | A  | WD |
| 28  | Ryan Day               | 3T  | 1T | 2T  | NQ | QF  | 1T | 3T | A   | FG  | A  | 1T  | QF | A  | QF | 4T | NQ | 2T | A  | NQ |
| 29  | Xiao Guodong           | A   | 1T | 2T  | 2T | A   | 3T | 3T | A   | FG  | A  | 1T  | NQ | A  | 3T | NQ | 2T | 2T | A  | NQ |
| 30  | Matthew Selt           | 2T  | 3T | NQ  | NQ | A   | 4T | QF | 1T  | FG  | A  | 4T  | NQ | A  | NQ | 3T | F  | 1T | A  | NQ |
| 31  | Michael Holt           | 1T  | 1T | NQ  | NQ | A   | 2T | WD | A   | A   | A  | 3T  | NQ | A  | NQ | 2T | 3T | 1T | A  | NQ |
| 32  | Ricky Walden           | 2T  | QF | SF  | 2T | A   | 3T | NQ | 1T  | FG  | A  | 1T  | SF | SF | 3T | QF | 2T | SF | A  | NQ |
| 33  | Gary Wilson            | 1T  | F  | 3T  | 2T | A   | 2T | 3T | 1T  | FG  | A  | 2T  | NQ | 1T | 2T | 2T | NQ | 2T | A  | NQ |
| 34  | Scott Donaldson        | 1T  | 2T | NQ  | 2T | A   | 1T | 4T | A   | A   | A  | 1T  | NQ | A  | NQ | 4T | 2T | 1T | A  | 1T |
| 35  | Lu Ning                | A   | QF | 3T  | 3T | A   | 1T | NQ | A   | FG  | A  | 1T  | NQ | A  | NQ | 2T | 4T | 2T | A  | NQ |
| 36  | Matthew Stevens        | 2T  | 1T | 3T  | NQ | A   | 1T | NQ | A   | A   | A  | 1T  | NQ | A  | 2T | 4T | 3T | 2T | A  | 1T |
| 37  | Robert Milkins         | 1T  | 1T | 2T  | NQ | A   | 2T | NQ | A   | A   | A  | 1T  | NQ | A  | NQ | NQ | 2T | V  | A  | NQ |
| 38  | Li Hang                | A   | 2T | NQ  | 3T | A   | 2T | QF | A   | A   | A  | 1T  | NQ | A  | 2T | 2T | NQ | WD | A  | NQ |
| 39  | Luca Brecel            | 1T  | 3T | 3T  | QF | A   | F  | V  | 2T  | A   | A  | 2T  | 4T | 1T | 3T | NQ | 3T | 3T | SF | 1T |
| 40  | Jordan Brown           | 1T  | 3T | NQ  | NQ | 1T  | 4T | 2T | 1T  | FG  | A  | 2T  | NQ | A  | 4T | NQ | 3T | 4T | A  | NQ |
| 41  | Hossein Vafaei         | 1T  | 4T | NQ  | 2T | A   | 4T | 3T | 2T  | A   | A  | V   | NQ | 1T | 2T | SF | 3T | WD | A  | 1T |
| 42  | Mark Joyce             | 2T  | 1T | NQ  | 2T | A   | 1T | NQ | A   | A   | A  | 2T  | NQ | A  | NQ | 2T | NQ | 1T | A  | NQ |
| 43  | Liam Highfield         | 1T  | 3T | 3T  | NQ | A   | 3T | NQ | A   | A   | A  | 3T  | 3T | A  | 2T | 3T | NQ | A  | A  | 1T |
| 44  | Noppon Saengkham       | 2T  | 2T | 2T  | NQ | A   | 4T | 2T | 1T  | A   | A  | 1T  | 3T | A  | 3T | 2T | A  | 2T | A  | 2T |
| 45  | Alexander Ursenbacher  | 2T  | 1T | NQ  | 2T | A   | 2T | NQ | A   | A   | A  | A   | NQ | A  | NQ | NQ | 2T | A  | A  | NQ |
| 46  | Ben Woollaston         | 1T  | 1T | 2T  | 3T | A   | 4T | 4T | 1T  | A   | A  | 1T  | NQ | A  | NQ | 4T | 2T | 4T | A  | NQ |
| 47  | Stuart Carrington      | 2T  | 1T | NQ  | 2T | A   | 2T | 2T | A   | A   | A  | 1T  | NQ | A  | 2T | NQ | 2T | 2T | A  | NQ |
| 48  | Martin O'Donnell       | 1T  | 2T | 2T  | 2T | A   | 2T | 4T | A   | A   | A  | 1T  | NQ | A  | NQ | NQ | 2T | 1T | A  | NQ |
| 49  | Mark Davis             | 2T  | 2T | A   | 4T | A   | 1T | 2T | A   | A   | A  | 1T  | NQ | A  | 2T | 2T | 2T | 1T | A  | NQ |
| 50  | Elliot Slessor         | 1T  | SF | 2T  | NQ | A   | 1T | NQ | A   | A   | A  | 2T  | NQ | A  | NQ | 3T | 3T | 1T | A  | NQ |
| 51  | Sam Craigie            | 1T  | 1T | 2T  | NQ | A   | 3T | 3T | A   | A   | A  | A   | 4T | A  | A  | A  | 4T | A  | A  | NQ |
| 52  | Mark King              | 1T  | 2T | 3T  | SF | A   | 3T | 2T | 1T  | A   | A  | 2T  | NQ | A  | NQ | NQ | NQ | 1T | A  | NQ |
| 53  | Lyu Haotian            | A   | 1T | 4T  | NQ | A   | 1T | NQ | A   | A   | A  | 1T  | 3T | A  | NQ | NQ | 2T | 4T | A  | 1T |
| 54  | Anthony Hamilton       | 1T  | 3T | A   | 3T | A   | 4T | 2T | 2T  | A   | A  | 2T  | NQ | A  | 2T | 2T | 2T | WD | A  | NQ |
| 55  | Jamie Jones            | 1T  | 1T | NQ  | NQ | A   | 1T | 4T | A   | A   | A  | 1T  | NQ | A  | 2T | 2T | 2T | QF | A  | 1T |
| 56  | Andrew Higginson       | 1T  | 1T | NQ  | NQ | A   | 1T | 2T | A   | A   | A  | 4T  | 4T | A  | 2T | NQ | 3T | 1T | A  | NQ |
| 57  | Sunny Akani            | 1T  | 1T | 2T  | 3T | A   | 2T | 2T | A   | A   | A  | 1T  | NQ | A  | 4T | NQ | NQ | A  | A  | NQ |
| 58  | Tian Pengfei           | A   | 1T | 3T  | 2T | A   | 1T | NQ | A   | A   | A  | 2T  | NQ | A  | NQ | NQ | 2T | 1T | A  | NQ |
| 59  | David Grace            | 1T  | 2T | 2T  | NQ | A   | 2T | NQ | A   | A   | A  | A   | NQ | A  | NQ | NQ | 2T | 1T | A  | NQ |
| 60  | Chris Wakelin          | 1T  | 1T | 2T  | 3T | A   | 2T | 2T | A   | A   | A  | 4T  | NQ | A  | NQ | 2T | 2T | 3T | A  | 1T |
| 61  | Dominic Dale           | 1T  | 2T | NQ  | NQ | A   | 3T | NQ | A   | A   | A  | 1T  | NQ | A  | NQ | NQ | NQ | 1T | A  | NQ |
| 62  | Joe O'Connor           | 1T  | 4T | NQ  | 2T | A   | 2T | NQ | A   | A   | A  | 1T  | NQ | A  | NQ | NQ | 2T | 1T | A  | NQ |
| 63  | Jimmy Robertson        | 2T  | SF | 4T  | 2T | A   | 2T | 3T | QF  | A   | A  | 1T  | 3T | SF | NQ | 4T | 3T | 4T | A  | NQ |
| 64  | Nigel Bond             | 1T  | 1T | NQ  | 2T | A   | 1T | NQ | A   | A   | A  | 3T  | NQ | A  | NQ | NQ | NQ | 3T | A  | NQ |
| 65  | Jak Jones              | 1T  | 3T | 3T  | 2T | A   | 2T | NQ | A   | A   | A  | 3T  | NQ | A  | 2T | 3T | 4T | SF | A  | NQ |
| 66  | Pang Junxu             | 1T  | 3T | NQ  | NQ | A   | 1T | 3T | A   | A   | A  | 1T  | NQ | A  | 4T | NQ | NQ | WD | A  | NQ |
| 67  | Jamie Clarke           | 1T  | 1T | NQ  | 4T | A   | 1T | NQ | A   | A   | A  | QF  | NQ | A  | 2T | 2T | NQ | 1T | A  | 1T |
| 68  | Robbie Williams        | 1T  | 2T | NQ  | 4T | A   | 2T | 2T | A   | A   | A  | SF  | NQ | A  | NQ | 2T | A  | 2T | A  | NQ |
| 69  | Steven Hallworth       | 1T  | 1T | NQ  | 3T | A   | 1T | 2T | A   | A   | A  | 4T  | NQ | A  | NQ | NQ | NQ | 2T | A  | NQ |
| 70  | Ashley Carty           | 1T  | 1T | 3T  | 2T | A   | 1T | NQ | A   | A   | A  | 1T  | NQ | A  | 3T | 2T | NQ | 1T | A  | NQ |
| 71  | Simon Lichtenberg      | 1T  | 1T | 2T  | NQ | A   | 1T | NQ | A   | A   | A  | 2T  | NQ | A  | NQ | NQ | 2T | A  | A  | NQ |
| 72  | Oliver Lines           | 2T  | 3T | 3T  | 2T | A   | 1T | 2T | A   | A   | A  | 4T  | NQ | A  | NQ | NQ | QF | 2T | A  | NQ |
| 73  | Ken Doherty            | 2T  | 2T | NQ  | NQ | A   | 1T | 2T | A   | A   | A  | 3T  | 3T | A  | NQ | NQ | NQ | 2T | A  | NQ |
| 74  | Zhao Jianbo            | 1T  | 2T | NQ  | NQ | A   | 1T | 2T | A   | A   | A  | A   | NQ | A  | NQ | 2T | NQ | 1T | A  | NQ |
| 75  | Gao Yang               | 1T  | 1T | 2T  | NQ | A   | 2T | 2T | A   | A   | A  | 2T  | WD | A  | 2T | NQ | NQ | 2T | A  | NQ |
| 76  | Fergal O'Brien         | 2T  | 1T | 2T  | 3T | A   | 1T | 4T | A   | A   | A  | 1T  | NQ | A  | 2T | 3T | NQ | 1T | A  | NQ |
| 77  | Allan Taylor           | 1T  | 3T | 2T  | WD | A   | 1T | 2T | A   | A   | A  | 3T  | NQ | A  | NQ | 2T | NQ | 1T | A  | NQ |
| 78  | Rory McLeod            | 1T  | 2T | 2T  | 2T | A   | 1T | NQ | A   | A   | A  | A   | NQ | A  | NQ | 2T | NQ | 3T | A  | NQ |
| 79  | Aaron Hill             | 1T  | 1T | NQ  | NQ | A   | 1T | NQ | A   | A   | A  | 3T  | NQ | A  | 2T | NQ | 2T | 3T | A  | NQ |
| 80  | Lukas Kleckers         | 1T  | 4T | NQ  | NQ | A   | 1T | NQ | A   | A   | A  | 3T  | NQ | A  | NQ | 2T | 2T | 1T | A  | NQ |
| 81  | Peter Devlin           | 1T  | 1T | 2T  | 2T | A   | 1T | NQ | A   | A   | A  | 1T  | NQ | A  | NQ | NQ | NQ | 1T | A  | NQ |
| 82  | Ashley Hugill          | 2T  | 2T | NQ  | NQ | A   | 2T | NQ | A   | A   | A  | 1T  | NQ | A  | 4T | NQ | 2T | 2T | A  | 1T |
| 83  | Jamie Wilson           | 1T  | 1T | NQ  | 2T | A   | 1T | NQ | A   | A   | A  | 1T  | NQ | A  | NQ | NQ | NQ | 2T | A  | NQ |
| 84  | Ben Hancorn            | 1T  | 3T | NQ  | NQ | A   | 1T | 3T | A   | A   | A  | 1T  | NQ | A  | NQ | 2T | NQ | QF | A  | NQ |
| 85  | Zak Surety             | 1T  | 1T | NQ  | NQ | A   | 1T | NQ | A   | A   | A  | 2T  | NQ | A  | NQ | 2T | WD | A  | A  | NQ |
| 86  | Lee Walker             | 1T  | 3T | 2T  | NQ | A   | A  | 2T | A   | A   | A  | 1T  | NQ | A  | NQ | NQ | NQ | 1T | A  | NQ |
| 87  | Fan Zhengyi            | A   | 1T | 2T  | NQ | A   | 2T | NQ | A   | A   | A  | 2T  | QF | A  | V  | NQ | 2T | 1T | A  | NQ |
| 88  | Stephen Hendry         | A   | 2T | A   | 2T | A   | 1T | NQ | A   | A   | A  | A   | NQ | A  | NQ | A  | A  | A  | A  | A  |
| 89  | Farakh Ajaib           | 1T  | 1T | 2T  | NQ | A   | 2T | NQ | A   | A   | A  | 2T  | NQ | A  | NQ | NQ | NQ | 2T | A  | NQ |
| 90  | Iulian Boiko           | 1T  | 1T | NQ  | NQ | A   | 1T | 2T | A   | A   | A  | 1T  | NQ | A  | NQ | 2T | 2T | 2T | A  | NQ |
| 91  | Sean Maddocks          | 1T  | 1T | NQ  | NQ | A   | 1T | NQ | A   | A   | A  | 1T  | NQ | A  | 2T | NQ | NQ | 1T | A  | NQ |
| 92  | Chang Bingyu           | 2T  | 1T | NQ  | 2T | A   | 1T | 2T | A   | A   | A  | 1T  | NQ | A  | NQ | NQ | NQ | WD | A  | NQ |
| 93  | Igor Figueiredo        | 1T  | 1T | NQ  | A  | A   | A  | A  | A   | A   | A  | A   | A  | A  | A  | A  | A  | A  | A  | A  |
| 94  | Xu Si                  | A   | 3T | 2T  | 2T | A   | 1T | 3T | A   | A   | A  | 1T  | NQ | A  | 2T | NQ | NQ | WD | A  | NQ |
| 95  | Chen Zifan             | 1T  | 2T | NQ  | NQ | A   | 1T | NQ | A   | A   | A  | 1T  | NQ | A  | NQ | NQ | NQ | 1T | A  | NQ |
| 96  | Louis Heathcote        | 1T  | 2T | 3T  | NQ | A   | 1T | NQ | A   | A   | A  | 1T  | NQ | A  | 2T | NQ | NQ | 3T | A  | NQ |
| 97  | Jamie O'Neill          | A   | A  | WD  | NQ | A   | 1T | NQ | A   | A   | A  | 1T  | NQ | A  | 2T | NQ | NQ | A  | A  | NQ |
| 98  | Andy Hicks             | 1T  | 2T | 2T  | NQ | A   | QF | NQ | 1T  | A   | A  | 1T  | NQ | A  | 2T | NQ | 2T | 2T | A  | NQ |
| 99  | Gerard Greene          | 2T  | 1T | NQ  | 2T | A   | 2T | NQ | A   | A   | A  | 1T  | NQ | A  | NQ | NQ | NQ | 1T | A  | NQ |
| 100 | Wu Yize                | A   | 2T | NQ  | 2T | A   | 3T | 2T | A   | A   | A  | A   | NQ | A  | 3T | NQ | 3T | WD | A  | NQ |
| 101 | Zhang Jiankang         | 1T  | 4T | NQ  | A  | A   | 1T | NQ | A   | A   | A  | 1T  | NQ | A  | 2T | NQ | NQ | A  | A  | NQ |
| 102 | Cao Yupeng             | 3T  | 2T | 2T  | 2T | A   | 3T | NQ | 1T  | A   | A  | 2T  | NQ | A  | 2T | 2T | 2T | 2T | A  | NQ |
| 103 | Zhang Anda             | A   | 1T | NQ  | NQ | A   | 1T | 3T | A   | A   | A  | 2T  | 3T | A  | 2T | QF | NQ | 3T | A  | NQ |
| 104 | Peter Lines            | 2T  | 1T | NQ  | NQ | A   | 4T | NQ | A   | A   | A  | 2T  | NQ | A  | NQ | NQ | NQ | 2T | A  | NQ |
| 105 | Fraser Patrick         | 1T  | 1T | NQ  | 4T | A   | 1T | NQ | A   | A   | A  | 1T  | NQ | A  | 4T | NQ | NQ | WD | A  | NQ |
| 106 | Jackson Page           | 1T  | 1T | 4T  | NQ | A   | 1T | 3T | A   | A   | A  | 2T  | NQ | A  | 2T | NQ | 3T | 2T | A  |    |
| 107 | Yuan Sijun             | 1T  | 1T | 2T  | NQ | A   | 1T | NQ | A   | A   | A  | 2T  | NQ | A  | 4T | 3T | 3T | 3T | A  | NQ |
| 108 | Barry Pinches          | 1T  | 2T | NQ  | NQ | A   | 1T | NQ | A   | A   | A  | 2T  | 3T | A  | NQ | NQ | NQ | 1T | A  | NQ |
| 109 | Craig Steadman         | 2T  | 1T | NQ  | NQ | A   | 1T | 2T | A   | A   | A  | 2T  | 4T | A  | NQ | 2T | NQ | 1T | A  | NQ |
| 110 | Michael Judge          | 1T  | 1T | NQ  | NQ | A   | 1T | 2T | A   | A   | A  | 1T  | NQ | A  | NQ | NQ | NQ | A  | A  | NQ |
| 111 | Alfie Burden           | A   | 1T | 3T  | NQ | A   | 1T | NQ | A   | A   | A  | 1T  | NQ | A  | 2T | NQ | NQ | 1T | A  | NQ |
| 112 | Ian Burns              | 1T  | 2T | NQ  | NQ | A   | 1T | NQ | A   | A   | A  | 3T  | NQ | A  | 2T | NQ | NQ | 1T | A  | NQ |
| 113 | Lei Peifan             | A   | 1T | NQ  | A  | A   | 1T | 3T | A   | A   | A  | 2T  | NQ | A  | NQ | NQ | NQ | 1T | A  | NQ |
| 114 | Dean Young             | 1T  | 1T | NQ  | NQ | A   | 1T | NQ | A   | A   | A  | 4T  | NQ | A  | NQ | NQ | NQ | A  | A  | NQ |
| 115 | Duane Jones            | 1T  | 1T | 2T  | NQ | A   | 1T | 2T | A   | A   | A  | 3T  | NQ | A  | 2T | NQ | NQ | 2T | A  | NQ |
| 116 | Hammad Miah            | 1T  | 4T | 2T  | NQ | A   | 2T | 3T | A   | A   | A  | A   | NQ | A  | NQ | 2T | NQ | 1T | A  | NQ |
| 117 | Mitchell Mann          | 1T  | 1T | QF  | NQ | A   | 1T | 2T | A   | A   | A  | 4T  | NQ | A  | 3T | 3T | NQ | 2T | A  | NQ |
| 118 | Reanne Evans           | 1T  | NQ | NQ  | A  | A   | 1T | NQ | A   | A   | A  | 1T  | NQ | A  | NQ | NQ | NQ | 1T | A  | NQ |
| 119 | Ng On-yee              | A   | A  | A   | NQ | A   | 1T | NQ | A   | A   | A  | A   | NQ | A  | NQ | 2T | A  | 1T | A  | NQ |
| 120 | Andrew Pagett          | 1T  | 3T | NQ  | NQ | A   | 1T | NQ | A   | A   | A  | 2T  | NQ | A  | NQ | 2T | NQ | 1T | A  | NQ |
| 121 | Marco Fu               | A   | A  | A   | A  | A   | A  | A  | A   | A   | A  | A   | A  | A  | A  | A  | A  | A  | A  | NQ |
| 122 | Jimmy White            | 1T  | 2T | NQ  | NQ | A   | 1T | NQ | A   | A   | A  | 1T  | NQ | A  | NQ | NQ | NQ | 2T | A  | NQ |
| 123 | Sanderson Lam          | 1T  | 1T | NQ  | NQ | A   | 1T | 2T | A   | A   | A  | 3T  | NQ | A  | NQ | NQ | NQ | 3T | A  | NQ |
| 124 | Michael Georgiou       | 1T  | 2T | NQ  | 2T | A   | 1T | 2T | A   | A   | A  | 4T  | 3T | A  | NQ | NQ | NQ | 3T | A  | NQ |
| 125 | Si Jiahui              | 1T  | 1T | NQ  | NQ | A   | 2T | 2T | A   | A   | A  | 1T  | NQ | A  | NQ | 3T | 4T | WD | A  | NQ |
| 126 | Soheil Vahedi          | 1T  | 1T | NQ  | 2T | A   | 1T | NQ | A   | A   | A  | A   | NQ | A  | 2T | 2T | NQ | 4T | A  | NQ |
| 127 | Michael White          | 1T  | 1T | NQ  | NQ | A   | 1T | NQ | A   | A   | A  | 1T  | NQ | A  | A  | 4T | 2T | 3T | A  | 1T |
| 128 | David Lilley           | 2T  | 2T | NQ  | NQ | 1T  | 1T | 3T | A   | A   | A  | 2T  | NQ | A  | NQ | NQ | NQ | 2T | A  | NQ |
| 129 | Robbie McGuigan        | 1T  | A  | A   | A  | A   | A  | A  | A   | A   | A  | 1T  | A  | A  | A  | A  | A  | A  | A  | NQ |
| 130 | Daniel Womersley       | 1T  | A  | A   | A  | A   | A  | A  | A   | A   | A  | QF  | A  | A  | A  | A  | A  | 2T | A  | A  |
| 131 | Ryan Davies            | 1T  | A  | A   | A  | A   | A  | A  | A   | A   | A  | 1T  | A  | A  | A  | A  | A  | A  | A  | A  |
| 132 | Oliver Brown           | 1T  | A  | A   | A  | A   | A  | A  | A   | A   | A  | A   | A  | A  | A  | A  | A  | A  | A  | A  |
| 133 | Michael Collumb        | 1T  | A  | A   | A  | A   | A  | A  | A   | A   | A  | A   | A  | A  | A  | A  | A  | A  | A  | NQ |
| 134 | Luke Pinches           | 1T  | A  | A   | A  | A   | A  | A  | A   | A   | A  | A   | A  | A  | A  | A  | A  | 2T | A  | A  |
| 135 | Ross Muir              | 1T  | 4T | NQ  | 4T | A   | 1T | A  | A   | A   | A  | 1T  | NQ | A  | NQ | NQ | NQ | 2T | A  | NQ |
| 136 | John Astley            | 1T  | 2T | NQ  | A  | A   | 2T | NQ | A   | A   | A  | 1T  | NQ | A  | NQ | A  | NQ | 2T | A  | NQ |
| 137 | Bai Langning           | 3T  | 2T | NQ  | NQ | A   | 1T | NQ | A   | A   | A  | 1T  | A  | A  | NQ | A  | NQ | A  | A  | NQ |
| 138 | James Cahill           | 1T  | 1T | 3T  | WD | A   | A  | NQ | A   | A   | A  | 1T  | A  | A  | WD | NQ | NQ | 1T | A  | NQ |
| 139 | Dylan Emery            | 1T  | 2T | NQ  | A  | A   | A  | A  | A   | A   | A  | 1T  | A  | A  | A  | NQ | 2T | A  | A  | NQ |
| 140 | Mark Lloyd             | 1T  | 1T | NQ  | NQ | A   | A  | A  | A   | A   | A  | 2T  | A  | A  | NQ | A  | NQ | 1T | A  | NQ |
| 141 | Simon Blackwell        | 1T  | A  | A   | A  | A   | A  | A  | A   | A   | A  | 3T  | A  | A  | NQ | A  | NQ | 2T | A  | A  |
| 142 | Haydon Pinehy          | 1T  | A  | A   | A  | A   | A  | A  | A   | A   | A  | 1T  | A  | A  | A  | A  | NQ | 1T | A  | A  |
| 143 | Billy Joe Castle       | 1T  | A  | A   | A  | A   | A  | A  | A   | A   | A  | QF  | A  | A  | A  | A  | A  | A  | A  | A  |
| 144 | Kuldesh Johal          | 1T  | A  | A   | A  | A   | A  | A  | A   | A   | A  | 3T  | A  | A  | A  | A  | A  | 1T | A  | A  |
| 145 | Rod Lawler             | 1T  | A  | A   | A  | A   | A  | A  | A   | A   | A  | 1T  | A  | A  | A  | A  | A  | 1T | A  | A  |
| 146 | Leo Fernandez          | 1T  | A  | A   | A  | A   | A  | A  | A   | A   | A  | 2T  | A  | A  | A  | A  | A  | 1T | A  | A  |
| 147 | Joshua Thomond         | 1T  | A  | A   | A  | A   | A  | A  | A   | A   | A  | A   | A  | A  | A  | A  | A  | 1T | A  | A  |
| 148 | Saqib Nasir            | 1T  | A  | A   | A  | A   | A  | A  | A   | A   | A  | A   | A  | A  | A  | A  | A  | A  | A  | A  |
| 149 | Ben Fortey             | 1T  | A  | A   | A  | A   | A  | A  | A   | A   | A  | A   | A  | A  | A  | A  | A  | 1T | A  | A  |
| 150 | Sydney Wilson          | 1T  | A  | A   | A  | A   | A  | A  | A   | A   | A  | A   | A  | A  | A  | A  | A  | A  | A  | A  |
| 151 | Christopher Clifford   | A   | A  | NQ  | A  | A   | A  | A  | A   | A   | A  | A   | A  | A  | A  | A  | A  | A  | A  | A  |
| 152 | Robert McCullough      | A   | A  | NQ  | A  | A   | A  | A  | A   | A   | A  | A   | A  | A  | A  | A  | A  | A  | A  | A  |
| 153 | Paul Deaville          | A   | A  | A   | 4T | A   | A  | A  | A   | A   | A  | 2T  | A  | A  | A  | A  | A  | A  | A  | A  |
| 154 | Oliver Sykes           | A   | A  | A   | NQ | A   | A  | A  | A   | A   | A  | A   | A  | A  | A  | A  | A  | A  | A  | A  |
| 155 | Liam Graham            | A   | A  | A   | A  | A   | A  | NQ | A   | A   | A  | 1T  | A  | A  | A  | A  | A  | A  | A  | A  |
| 156 | Amaan Iqbal            | A   | A  | A   | A  | A   | A  | NQ | A   | A   | A  | A   | A  | A  | A  | A  | A  | A  | A  | A  |
| 157 | Stan Moody             | A   | A  | A   | A  | A   | A  | A  | A   | A   | A  | 2T  | A  | A  | A  | A  | A  | A  | A  | A  |
| 158 | Liam Davies            | A   | A  | A   | A  | A   | A  | A  | A   | A   | A  | 1T  | A  | A  | A  | NQ | A  | A  | A  | NQ |
| 159 | Ross Bulman            | A   | A  | A   | A  | A   | A  | A  | A   | A   | A  | 2T  | A  | A  | A  | A  | A  | A  | A  | A  |
| 160 | Rebecca Kenna          | A   | A  | A   | A  | A   | A  | A  | A   | A   | A  | 1T  | A  | A  | A  | A  | A  | A  | A  | NQ |
| 161 | Ismail Türker          | A   | A  | A   | A  | A   | A  | A  | A   | A   | A  | A   | A  | A  | A  | A  | NQ | A  | A  | A  |
| 162 | Enes Bakirci           | A   | A  | A   | A  | A   | A  | A  | A   | A   | A  | A   | A  | A  | A  | A  | NQ | A  | A  | A  |
| 163 | Lee Prickman           | A   | A  | A   | A  | A   | A  | A  | A   | A   | A  | A   | A  | A  | A  | A  | A  | 1T | A  | A  |
| 164 | Francis Becerra        | A   | A  | A   | A  | A   | A  | A  | A   | A   | A  | A   | A  | A  | A  | A  | A  | 1T | A  | A  |
| 165 | Dylan Mitchell         | A   | A  | A   | A  | A   | A  | A  | A   | A   | A  | A   | A  | A  | A  | A  | A  | A  | A  | A  |
| 166 | Joshua Cooper          | A   | A  | A   | A  | A   | A  | A  | A   | A   | A  | A   | A  | A  | A  | A  | A  | 1T | A  | A  |
| 167 | Hamim Hussain          | A   | A  | A   | A  | A   | A  | A  | A   | A   | A  | A   | A  | A  | A  | A  | A  | WD | A  | A  |
| 168 | Phil O'Kane            | A   | A  | A   | A  | A   | A  | A  | A   | A   | A  | A   | A  | A  | A  | A  | A  | WD | A  | A  |
| 169 | Jamie Curtis-Barrett   | A   | A  | A   | A  | A   | A  | A  | A   | A   | A  | A   | A  | A  | A  | A  | A  | 1T | A  | A  |
| 170 | Stuart Watson          | A   | A  | A   | A  | A   | A  | A  | A   | A   | A  | A   | A  | A  | A  | A  | A  | 1T | A  | A  |
| 171 | Lee Stephens           | A   | A  | A   | A  | A   | A  | A  | A   | A   | A  | A   | A  | A  | A  | A  | A  | 1T | A  | NQ |
| 172 | Daniel Wells           | A   | A  | A   | A  | A   | A  | A  | A   | A   | A  | A   | A  | A  | A  | A  | A  | A  | A  | NQ |
| 173 | Anton Kazakov          | A   | A  | A   | A  | A   | A  | A  | A   | A   | A  | A   | A  | A  | A  | A  | A  | A  | A  | NQ |
| 174 | Jake Crofts            | A   | A  | A   | A  | A   | A  | A  | A   | A   | A  | A   | A  | A  | A  | A  | A  | A  | A  | NQ |
| 175 | Yorrit Hoes            | A   | A  | A   | A  | A   | A  | A  | A   | A   | A  | A   | A  | A  | A  | A  | A  | A  | A  | NQ |
| 176 | Nutcharut Wongharuthai | A   | A  | A   | A  | A   | A  | A  | A   | A   | A  | A   | A  | A  | A  | A  | A  | A  | A  | NQ |
| 177 | Sean O'Sullivan        | A   | A  | A   | A  | A   | A  | A  | A   | A   | A  | A   | A  | A  | A  | A  | A  | A  | A  | NQ |
| 178 | Ben Mertens            | A   | A  | A   | A  | A   | A  | A  | A   | A   | A  | A   | A  | A  | A  | A  | A  | A  | A  | NQ |
| N°  | Giocatore              | CL1 | BO | NIO | EO | COC | UK | SO | WGP | CL2 | M  | SHO | GM | PC | EM | WO | TM | GO | TC | CM |

Nota bene: i giocatori indicati in corsivo sono dilettanti.
Legenda
| Sigla | Risultato        |
| ----- | ---------------- |
| V     | Vincitore        |
| F     | Finalista        |
| SF    | Semifinalista    |
| QF    | Quarti di finale |
| 4T    | Quarto turno     |
| 3T    | Terzo turno      |
| 2T    | Secondo turno    |
| 1T    | Primo turno      |
| FG    | Fase a gironi    |
| NQ    | Non qualificato  |
| A     | Assente          |
| WD    | Ritirato         |

## Century breaks

### Main Tour
Durante il corso della stagione sono stati realizzati 743 century breaks.
| N° | Giocatore             | Century breaks | Miglior break                                                        |
| -- | --------------------- | -------------- | -------------------------------------------------------------------- |
| 5  | Ronnie O'Sullivan     | 62             | 141 (European Masters)                                               |
| 4  | Neil Robertson        | 61             | 147 (Campionato mondiale)                                            |
| 2  | John Higgins          | 58             | 147 (British Open)                                                   |
| 1  | Kyren Wilson          | 56             | 141 (Players Championship)                                           |
| =  | Judd Trump            | 48             | 147 (Turkish Masters)                                                |
| 7  | Yan Bingtao           | 40             | 142 (Championship League - Evento 2)                                 |
| =  | Ricky Walden          | 34             | 141 (Welsh Open)                                                     |
| =  | Mark Williams         | 34             | 138 (Campionato mondiale)                                            |
| 3  | Mark Allen            | 33             | 147 (Northern Ireland Open, Q)                                       |
| =  | Ding Junhui           | 32             | 138 (Championship League - Evento 2, Turkish Masters, Q, Welsh Open) |
| 11 | Jack Lisowski         | 31             | 140 (Championship League - Evento 2)                                 |
| 6  | Mark Selby            | 31             | 137 (Campionato mondiale)                                            |
| 9  | Zhao Xintong          | 31             | 143 (Championship League - Evento 2)                                 |
| =  | David Gilbert         | 30             | 143 (Championship League - Evento 1)                                 |
| 12 | Stuart Bingham        | 25             | 147 (Gibraltar Open)                                                 |
| 10 | Noppon Saengkham      | 25             | 135 (Northern Ireland Open)                                          |
| =  | Luca Brecel           | 23             | 133 (UK Championship)                                                |
| 13 | Thepchaiya Un-Nooh    | 23             | 147 (German Masters, Q)                                              |
| 8  | Gary Wilson           | 20             | 147 (UK Championship)                                                |
| =  | Ryan Day              | 19             | 142 (Championship League - Evento 2)                                 |
| =  | Yuan Sijun            | 18             | 133 (British Open)                                                   |
| 17 | Jimmy Robertson       | 17             | 140 (Championship League - Evento 1)                                 |
| =  | Liang Wenbó           | 17             | 140 (European Masters)                                               |
| =  | Anthony McGill        | 17             | 137 (Northern Ireland Open, Q)                                       |
| =  | Graeme Dott           | 16             | 147 (Campionato mondiale, Q)                                         |
| 14 | Shaun Murphy          | 16             | 138 (English Open)                                                   |
| =  | Jordan Brown          | 16             | 130 (Campionato mondiale, Q)                                         |
| 16 | Barry Hawkins         | 15             | 146 (English Open, Q)                                                |
| 22 | Zhang Anda            | 15             | 140 (German Masters, Q)                                              |
| =  | Stephen Maguire       | 15             | 139 (World Grand Prix)                                               |
| 18 | Tom Ford              | 15             | 133 (World Grand Prix)                                               |
| 15 | Xiao Guodong          | 14             | 147 (Scottish Open, Q)                                               |
| =  | Joe Perry             | 14             | 142 (Welsh Open, Q)                                                  |
| 21 | Ali Carter            | 12             | 147 (British Open)                                                   |
| 20 | Hossein Vafaei        | 12             | 141 (German Masters, Q)                                              |
| =  | Matthew Stevens       | 12             | 139 (Campionato mondiale, Q)                                         |
| =  | Chris Wakelin         | 11             | 141 (English Open)                                                   |
| =  | Scott Donaldson       | 11             | 141 (Turkish Masters, Q)                                             |
| =  | Fan Zhengyi           | 11             | 135 (European Masters)                                               |
| =  | Cao Yupeng            | 11             | 128 (German Masters, Q)                                              |
| =  | Zhou Yuelong          | 10             | 139 (Gibraltar Open)                                                 |
| =  | Jak Jones             | 10             | 129 (Turkish Masters)                                                |
| =  | Matthew Selt          | 10             | 128 (UK Championship)                                                |
| =  | Martin Gould          | 10             | 123 (Turkish Masters)                                                |
| =  | Wu Yize               | 10             | 122 (German Masters, Q)                                              |
| =  | Lyu Haotian           | 10             | 101 (Northern Ireland Open, Q) - (German Masters, Q)                 |
| =  | Mark Davis            | 9              | 138 (European Masters, Q)                                            |
| 19 | Lu Ning               | 9              | 138 (Championship League - Evento 2)                                 |
| =  | Jackson Page          | 9              | 126 (Scottish Open, Q)                                               |
| =  | Michael White         | 8              | 142 (Welsh Open)                                                     |
| =  | Kurt Maflin           | 8              | 141 (European Masters, Q)                                            |
| =  | Elliot Slessor        | 8              | 129 (British Open) - (European Masters, Q)                           |
| =  | Dominic Dale          | 7              | 138 (UK Championship)                                                |
| =  | Ben Woollaston        | 7              | 136 (UK Championship)                                                |
| =  | Jamie Jones           | 7              | 131 (Scottish Open, European Masters)                                |
| =  | Ashley Hugill         | 7              | 130 (UK Championship)                                                |
| =  | Chang Bingyu          | 7              | 127 (Championship League - Evento 1)                                 |
| =  | Mitchell Mann         | 6              | 132 (Championship League - Evento 1)                                 |
| =  | Lei Peifan            | 5              | 104 (Scottish Open)                                                  |
| =  | Craig Steadman        | 5              | 145 (Turkish Masters, Q)                                             |
| =  | Stuart Carrington     | 5              | 137 (Championship League - Evento 1)                                 |
| =  | Anthony Hamilton      | 5              | 130 (German Masters, Q)                                              |
| =  | Ben Hancorn           | 5              | 114 (UK Championship)                                                |
| 24 | Li Hang               | 5              | 139 (UK Championship)                                                |
| =  | Pang Junxu            | 5              | 127 (Scottish Open)                                                  |
| =  | Soheil Vahedi         | 5              | 125 (Northern Ireland Open, Q)                                       |
| =  | Robbie Williams       | 5              | 130 (Scottish Open, Q)                                               |
| 23 | Fergal O'Brien        | 4              | 142 (UK Championship)                                                |
| =  | Sam Craigie           | 4              | 136 (German Masters)                                                 |
| =  | Peter Lines           | 4              | 125 (Championship League - Evento 1)                                 |
| =  | James Cahill          | 4              | 104 (Northern Ireland Open, Q)                                       |
| =  | Jamie Clarke          | 4              | 122 (European Masters, Q)                                            |
| =  | David Grace           | 4              | 108 (European Masters, Q)                                            |
| =  | Louis Heathcote       | 4              | 135 (UK Championship)                                                |
| =  | Andy Hicks            | 4              | 135 (UK Championship)                                                |
| =  | Liam Highfield        | 4              | 134 (European Masters, Q)                                            |
| =  | Michael Holt          | 4              | 117 (British Open)                                                   |
| =  | Oliver Lines          | 4              | 117 (Northern Ireland Open, Q)                                       |
| =  | Gao Yang              | 4              | 120 (UK Championship)                                                |
| =  | Xu Si                 | 4              | 134 (European Masters, Q)                                            |
| =  | Michael Georgiou      | 3              | 138 (German Masters, Q)                                              |
| =  | Sunny Akani           | 3              | 135 (European Masters, Q)                                            |
| =  | Alexander Ursenbacher | 3              | 112 (German Masters, Q)                                              |
| =  | Ian Burns             | 3              | 120 (UK Championship)                                                |
| =  | Ashley Carty          | 3              | 105 (UK Championship)                                                |
| =  | Andrew Higginson      | 3              | 137 (Turkish Masters, Q)                                             |
| =  | Si Jiahui             | 3              | 105 (Scottish Open, Q)                                               |
| =  | Mark King             | 3              | 110 (Northern Ireland Open)                                          |
| =  | Joe O'Connor          | 3              | 140 (German Masters, Q)                                              |
| =  | Andrew Pagett         | 3              | 122 (Campionato mondiale, Q)                                         |
| =  | Barry Pinches         | 3              | 122 (Championship League - Evento 1)                                 |
| 25 | Alfie Burden          | 2              | 141 (German Masters, Q)                                              |
| =  | Martin O'Donnell      | 2              | 135 (Scottish Open)                                                  |
| =  | Michael Judge         | 2              | 133 (Scottish Open, Q)                                               |
| =  | Duane Jones           | 2              | 125 (UK Championship)                                                |
| =  | Zhao Jianbo           | 2              | 111 (Scottish Open)                                                  |
| =  | Tian Pengfei          | 2              | 106 (Northern Ireland Open)                                          |
| =  | Allan Taylor          | 2              | 104 (UK Championship)                                                |
| =  | Iulian Boiko          | 2              | 108 (Campionato mondiale, Q)                                         |
| =  | Liam Davies           | 2              | 127 (Welsh Open, Q) - (Campionato mondiale, Q)                       |
| =  | David Lilley          | 2              | 102 (Scottish Open, Q)                                               |
| =  | Robert Milkins        | 2              | 111 (Championship League - Evento 1)                                 |
| =  | Ross Muir             | 2              | 100 (English Open)                                                   |
| =  | Lee Walker            | 2              | 114 (Gibraltar Open)                                                 |
| =  | Jamie Wilson          | 2              | 114 (Campionato mondiale, Q)                                         |
| 26 | Peter Devlin          | 1              | 143 (German Masters, Q)                                              |
| =  | Ken Doherty           | 1              | 131 (European Masters, Q)                                            |
| =  | Gerard Greene         | 1              | 131 (UK Championship)                                                |
| =  | Aaron Hill            | 1              | 130 (UK Championship)                                                |
| =  | John Astley           | 1              | 119 (UK Championship)                                                |
| =  | Bai Langning          | 1              | 118 (Championship League - Evento 1)                                 |
| =  | Hammad Miah           | 1              | 113 (German Masters, Q)                                              |
| =  | Mark Joyce            | 1              | 113 (English Open, Q)                                                |
| =  | Mark Lloyd            | 1              | 111 (European Masters, Q)                                            |
| =  | Simon Lichtenberg     | 1              | 111 (UK Championship)                                                |
| =  | Steven Hallworth      | 1              | 107 (Scottish Open)                                                  |
| =  | Sydney Wilson         | 1              | 102 (Championship League - Evento 1)                                 |
| =  | Dean Young            | 1              | 100 (Championship League - Evento 1)                                 |
| =  | Dylan Emery           | 1              | 122 (Turkish Masters, Q)                                             |
| =  | Marco Fu              | 1              | 122 (Campionato mondiale, Q)                                         |
| =  | Zhang Jiankang        | 1              | 131 (Campionato mondiale, Q)                                         |
| =  | Mark Lloyd            | 1              | 111 (European Masters, Q)                                            |
| =  | Daniel Wells          | 1              | 103 (Campionato mondiale, Q)                                         |
| =  | Chen Zifan            | 1              | 106 (Turkish Masters, Q)                                             |

### Tornei amatoriali
Durante il corso della stagione sono stati realizzati 69 century breaks.
| N° | Giocatore          | Century breaks | Miglior break                                     |
| -- | ------------------ | -------------- | ------------------------------------------------- |
| 1  | Ross Muir          | 5              | 140 (Q School - Evento 2)                         |
| =  | Mitchell Mann      | 5              | 111 (Q School - Evento 3)                         |
| 2  | Alex Taubman       | 3              | 140 (Q School - Evento 3)                         |
| =  | Soheil Vahedi      | 3              | 116 (Q School - Evento 1) - (Q School - Evento 2) |
| 3  | Michael Georgiou   | 2              | 135 (Q School - Evento 1)                         |
| =  | Hammad Miah        | 2              | 134 (Q School - Evento 1)                         |
| =  | Mateusz Baranowski | 2              | 132 (Q School - Evento 3)                         |
| =  | Michael White      | 2              | 127 (Q School - Evento 1)                         |
| =  | Brian Cini         | 2              | 120 (2) (Q School - Evento 3)                     |
| =  | Peter Lines        | 2              | 119 (Q School - Evento 1)                         |
| =  | Bai Langning       | 2              | 118 (Q School - Evento 1)                         |
| =  | Luke Simmonds      | 2              | 114 (Q School - Evento 1)                         |
| =  | James Cahill       | 2              | 112 (Q School - Evento 3)                         |
| =  | Ian Burns          | 2              | 112 (Q School - Evento 3)                         |
| =  | Lei Peifan         | 2              | 109 (Q School - Evento 2)                         |
| =  | Kishan Hirani      | 2              | 107 (Q School - Evento 1)                         |
| 4  | Si Jiahui          | 1              | 139 (Q School - Evento 1)                         |
| =  | Patrick Wallace    | 1              | 138 (Q School - Evento 2)                         |
| =  | Joshua Cooper      | 1              | 130 (Q School - Evento 1)                         |
| =  | Rod Lawler         | 1              | 129(Q School - Evento 1)                          |
| =  | Duane Jones        | 1              | 128 (Q School - Evento 3)                         |
| =  | Sam Baird          | 1              | 123 (Q School - Evento 3)                         |
| =  | George Pragnell    | 1              | 119 (Q School - Evento 3)                         |
| =  | Kuldesh Johal      | 1              | 119 (Q School - Evento 3)                         |
| =  | Ben Mertens        | 1              | 118 (Q School - Evento 3)                         |
| =  | Gary Challis       | 1              | 115 (Q School - Evento 3)                         |
| =  | Anton Kazakov      | 1              | 115 (Q School - Evento 3)                         |
| =  | Michael Tomlinson  | 1              | 114 (Q School - Evento 2)                         |
| =  | Alfie Burden       | 1              | 113 (Q School - Evento 2)                         |
| =  | Ivan Kakovskii     | 1              | 112 (Q School - Evento 2)                         |
| =  | Riley Parsons      | 1              | 111 (Q School - Evento 1)                         |
| =  | Raymond Fry        | 1              | 110 (Q School - Evento 1)                         |
| =  | Leo Fernandez      | 1              | 110 (Q School - Evento 3)                         |
| =  | Sydney Wilson      | 1              | 108 (Q School - Evento 1)                         |
| =  | Yu Kiu Chang       | 1              | 107 (Q School - Evento 1)                         |
| =  | Luo Honghao        | 1              | 107 (Q School - Evento 2)                         |
| =  | Billy Joe Castle   | 1              | 107 (Q School - Evento 3)                         |
| =  | Julien Leclercq    | 1              | 106 (Q School - Evento 2)                         |
| =  | Alex Clenshaw      | 1              | 105 (Q School - Evento 1)                         |
| =  | Dylan Mitchell     | 1              | 104 (Q School - Evento 1)                         |
| =  | Simon Bedford      | 1              | 103 (Q School - Evento 2)                         |
| =  | Michael Judge      | 1              | 101 (Q School - Evento 2)                         |
| =  | Paul Davison       | 1              | 100 (Q School - Evento 2)                         |
| =  | Barry Pinches      | 1              | 100 (Q School - Evento 2)                         |

## Maximum breaks
Durante il corso della stagione sono stati realizzati 10 maximum breaks.
| N° | Giocatore          | Avversario            | Torneo                | Turno                         | Data              | Note   |
| -- | ------------------ | --------------------- | --------------------- | ----------------------------- | ----------------- | ------ |
| 1  | John Higgins       | Alexander Ursenbacher | British Open          | Sessantaquattresimi di finale | 16 agosto 2021    | [ 63 ] |
| 2  | Ali Carter         | Elliot Slessor        | British Open          | Ottavi di finale              | 20 agosto 2021    | [ 71 ] |
| 3  | Xiao Guodong       | Fraser Patrick        | Scottish Open         | Qualificazioni                | 24 settembre 2021 | [ 70 ] |
| 4  | Mark Allen         | Si Jiahui             | Northern Ireland Open | Qualificazioni                | 10 ottobre 2021   | [ 65 ] |
| 5  | Thepchaiya Un-Nooh | Fan Zhengyi           | German Masters        | Qualificazioni (Turno 1)      | 22 ottobre 2021   | [ 67 ] |
| 6  | Gary Wilson        | Ian Burns             | UK Championship       | Sessantaquattresimi di finale | 24 novembre 2021  | [ 68 ] |
| 7  | Judd Trump         | Matthew Selt          | Turkish Masters       | Finale                        | 13 marzo 2022     | [ 64 ] |
| 8  | Stuart Bingham     | Gerard Greene         | Gibraltar Open        | Sessantaquattresimi di finale | 25 marzo 2022     | [ 66 ] |
| 9  | Graeme Dott        | Pang Junxu            | Campionato mondiale   | Qualificazioni (Turno 3)      | 11 aprile 2022    | [ 69 ] |
| 10 | Neil Robertson     | Jack Lisowski         | Campionato mondiale   | Ottavi di finale              | 25 aprile 2022    | [ 62 ] |